# 大城鎌吉
大城 鎌吉（おおしろ かまきち、1897年（明治30年）12月20日 - 1992年（平成4年）10月18日）は、大正時代から昭和時代にかけての実業家。大城組の創業者で、南西航空会長を務めた。具志堅宗精・宮城仁四郎・國場幸太郎などとともに「沖縄財界四天王」と称される。

## 経歴・人物
沖縄県国頭郡大宜味村に生まれる。国頭尋常高等小学校中退。1920年、大城組を設立。1948年、那覇市議当選。1956年、那覇空港ターミナル社長。1965年沖縄経営者協会顧問。大城組は土木・建設業で県内最大手となり「大扇会」を組織し、建設・土木のほか、資材・商事・映画興業・百貨店（沖縄三越）・不動産・観光など、グループ企業11社を総括した。

## 著書
- 『回想八十五年』大扇会、1980年。